# هایرسدورف
هایرسدورف (به آلمانی: Heyersdorf) یک شهر و در آلمان است که در تورینگن واقع شده‌است. هایرسدورف ۱۴۴ نفر جمعیت دارد.